# 퐁시 워라눗
퐁시 워라눗(태국어: ผ่องศรี วรนุช, 1939년 6월 5일 ~ 2025년 4월 6일)은 태국의 여자 가수이다. 태국의 민속 음악과 동아시아 음악, 라틴 아메리카 음악, 미국 컨트리 음악, 영화음악 양식을 결합한 노래를 발표했다. 1992년에는 태국 국가예술가 칭호를 받았다.

## 음반
- Chan Hen Jai Khun Leaw (ฉันเห็นใจคุณแล้ว)
- Duan Phit Sa Wat (ด่วนพิศวาส)
- Noi Jai Rak (น้อยใจรัก)
- Khuen Nee Phee Non Kab Krai (คืนนี้พี่นอนกับใคร)
- Phuket (ภูเก็ต)
- Sa Li Ka Luem Prai (สาริกาลืมไพร)
- Kod Mon Non Nao (กอดหมอนนอนหนาว)
- Kin Kao Kab Nam Prik (กินข้าวกับน้ำพริก)
- Khon Sud Tai (คนสุดท้าย)